# Castrol
Castrol é uma marca britânica de lubrificante automotivo fundada em 1899 por Charles Wakefield. Em 2000, a Castrol foi adquirida pelo grupo BP por US$ 4,73 bilhões de dólares.